# Bantul (Kecamatan)
Bantul ist der hauptstädtische Distrikt (Kecamatan) im gleichnamigen Regierungsbezirk (Kabupaten) der Sonderregion Yogyakarta im Süden der Insel Java. Der Binnen-Kecamatan liegt im Zentrum des Kabupaten und zählte Ende 2021 64.730 Einwohner auf 22,36 km² Fläche.

## Geographie
Bantul hat folgende Kecamatan als Nachbarn (Reihenfolge im Uhrzeigersinn):
| Richtung0000 | Name Kec.     | Kabupaten | Provinz |
| Nordosten    | Sewon         | Bantul    | DIY*    |
| Südosten     | Jetis         | Bantul    | DIY*    |
| Süden        | Bambanglipuro | Bantul    | DIY*    |
| Westen       | Pandak        | Bantul    | DIY*    |
| Nordwesten   | Pajangan      | Bantul    | DIY*    |

* D.I.Yogyakarta

## Verwaltungsgliederung
Der Kecamatan (auch Kapanewon genannt) gliedert sich in fünf ländliche Dörfer (Desa, auch Kalurahan genannt):
| PUM-Code 1    | Desa        | Fläche (km²) | Bevölkerung zur Volkszählung 2 | Bevölkerung zur Volkszählung 2 | Bevölkerung zur Volkszählung 2 | Bevölkerung zur Volkszählung 2 | Bevölkerung zur Volkszählung 2 | Bevölkerung zur Volkszählung 2 | Padu- kuhan 4 | RT 5 |
| PUM-Code 1    | Desa        | Fläche (km²) | 002000                         | 002010                         | Männer                         | Frauen                         | 002020                         | Dichte 3                       | Padu- kuhan 4 | RT 5 |
| ------------- | ----------- | ------------ | ------------------------------ | ------------------------------ | ------------------------------ | ------------------------------ | ------------------------------ | ------------------------------ | ------------- | ---- |
| 34.02.08.2001 | Palbapang   | 5,52         | 11.532                         | 12.689                         | 6.915                          | 7.070                          | 13.985                         | 2.533,5                        | 10            | 81   |
| 34.02.08.2002 | Ringinharjo | 2,77         | 6.599                          | 7.722                          | 4.239                          | 4.250                          | 8.489                          | 3.064,6                        | 6             | 43   |
| 34.02.08.2003 | Bantul      | 5,24         | 14.009                         | 15.587                         | 8.097                          | 8.305                          | 16.402                         | 3.130,2                        | 12            | 93   |
| 34.02.08.2004 | Trirenggo   | 6,10         | 15.019                         | 16.756                         | 9.257                          | 9.148                          | 18.405                         | 3.017,2                        | 17            | 109  |
| 34.02.08.2005 | Sabdodadi   | 2,32         | 5.438                          | 6.523                          | 3.504                          | 3.570                          | 7.074                          | 3.049,1                        | 5             | 38   |
| 34.02.08      | Kec. Bantul | 21,95        | 52.597                         | 59.277                         | 32.012                         | 32.343                         | 64.355                         | 2.931,9                        | 50            | 364  |

## Demographie
Grobeinteilung der Bevölkerung nach Altersgruppen (zum Zensus 2020)
| Altersgruppen | 00Männer | 00Frauen | zusammen |
| ------------- | -------- | -------- | -------- |
| 0 – 14        | 6.898    | 6.567    | 13.465   |
| 15 – 64       | 22.204   | 22.521   | 44.725   |
| 65+           | 2.910    | 3.255    | 6.165    |
| gesamt        | 32.012   | 32.343   | 64.355   |
| anteilig (%)  |          |          |          |
| 0 – 14        | 21,55    | 20,30    | 20,92    |
| 15 – 64       | 69,36    | 69,63    | 69,50    |
| 65+           | 9,09     | 10,06    | 9,58     |

### Bevölkerungsentwicklung
In den Ergebnissen der sieben Volkszählungen seit 1961 ist folgende Entwicklung ersichtlich:
| Einheit/Jahr     | 1961         | 1971         | 1980         | 1990         | 2000         | 2010         | 2020         |
| ---------------- | ------------ | ------------ | ------------ | ------------ | ------------ | ------------ | ------------ |
| Kec. Bantul      | 33.946       | 40.585       | 45.587       | 49.238       | 52.597       | 59.277       | 64.355       |
| Anteil in %      | 6,80         | 7,14         | 7,19         | 7,07         | 6,73         | 6,50         | 6,53         |
| Kab. Bantul      | 499.163      | 568.627      | 634.442      | 696.905      | 781.013      | 911.503      | 985.770      |
| Sonderregion DIY | 00 2.231.062 | 00 2.487.177 | 00 2.750.025 | 00 2.912.611 | 00 3.120.478 | 00 3.457.491 | 00 3.66.8719 |